# 吉岡幸雄 (実業家)
吉岡 幸雄（、明治14年（1881年）12月1日 - 没年不明）は、日本の実業家。東京理科大学理事。

## 経歴
島根県吉岡民衛の二男。
明治43年（1910年）東京物理学校を卒業し日清生命保険会社に入り統計課長徴収課長総務理事等を経て常務取締役。昭和16年（1941年）退任。翌年現職に就任。

## 人物
趣味は碁。宗教は神教。島根県在籍。住所は東京都杉並区東荻町。

## 家族・親族

### 吉岡家
（島根県、東京都杉並区東荻町）
- 父・民衛[1]
- 妻・ひろ[1]（鳥取県米子町の豪商[3]・肥料商・運送業[4]石田靖一三女[1]）

明治25年（1892年）生 - 没
- 男・格[1]（商工官僚）

大正5年（1916年）生 - 没
- 女[1]
- 男・陽[1]

### 親戚
- 石田章之進（石田運送（名）代表社員[5]・運送並倉庫業[5]、政治家）
- 石田磊（商工官僚、実業家）
- 石田哲一（裁判官） - 日本で最初のプライバシー侵害裁判（被告三島由紀夫）の裁判長。
- 田村茂三郎（群馬県多額納税者、温泉旅館業）
- 等松農夫蔵（公認会計士）